# Manfred Knebusch

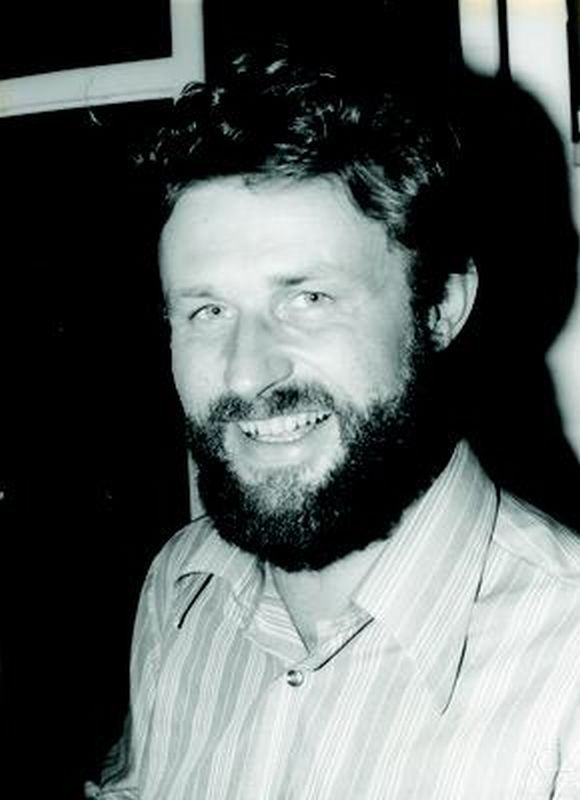
Manfred Knebusch, Erlangen 1973

Manfred Knebusch (* 2. Februar 1939 in Lübz) ist ein deutscher Mathematiker, der sich mit Algebra beschäftigt.

## Leben
Knebusch wurde 1964 bei Hel Braun an der Universität Hamburg promoviert, mit einem von Emil Artin (1962 verstorben) gestellten Thema (Ordnung in lokalen Jordan-Algebren vom Grade 2 und 3). Er war danach dort wissenschaftlicher Assistent und habilitierte sich 1968 in Hamburg (Grothendieck- und Witt-Ringe von nicht ausgearteten symmetrischen bilinearen Formen, Sitzungsberichte der Heidelberger Akademie der Wissenschaften 1970). Ab 1969 war er Privatdozent an der Universität Saarbrücken. 1971 wurde er außerordentlicher Professor und 1973 ordentlicher Professor an der Universität Regensburg.
Knebusch befasst sich mit Algebra, speziell der algebraischen Theorie quadratischer Formen, kommutativer Algebra und reeller algebraischer Geometrie.
Mehrere seiner Doktoranden wurden selber Hochschullehrer: Marcus Tressl (Universität Manchester), Manfred Kolster (McMaster-Universität Hamilton, Ontario, Kanada), Tobias Kaiser (Universität Passau).

## Schriften
- mit Claus Scheiderer: Einführung in die reelle Algebra, Vieweg 1989
- Weakly semialgebraic spaces, Springer 1989
- Specialization of quadratic and symmetric bilinear forms, Springer 2010
- mit Digen Zhang: Manis valuations and Prüfer extensions I - a new chapter in commutative algebra, Springer, Lecturenotes in Mathematics Nr. 1791, 2002
- mit Hans Delfs: Locally semialgebraic spaces, Springer 1985
- mit Winfried Scharlau: Algebraic theory of quadratic forms: generic methods and Pfister forms, Birkhäuser 1980 (DMV Seminar)
- mit Manfred Kolster: Wittrings, Vieweg, Aspects of Mathematics, 1982
- mit Tobias Kaiser: Manis valuations and Prüfer extensions II. Springer Lecture Notes in Mathematics Nr 2103,2012.